# BR-392
La BR-392 es una carretera diagonal de Brasil que comienza en Río Grande, Rio Grande do Sul y que termina en Porto Xavier, Rio Grande do Sul.
Gran parte de la materia prima producida en el interior del estado pasa por esta carretera. En Río Grande se encuentra uno de los puertos más importantes de Brasil, por donde pasan grandes volúmenes de exportaciones.

## Galería

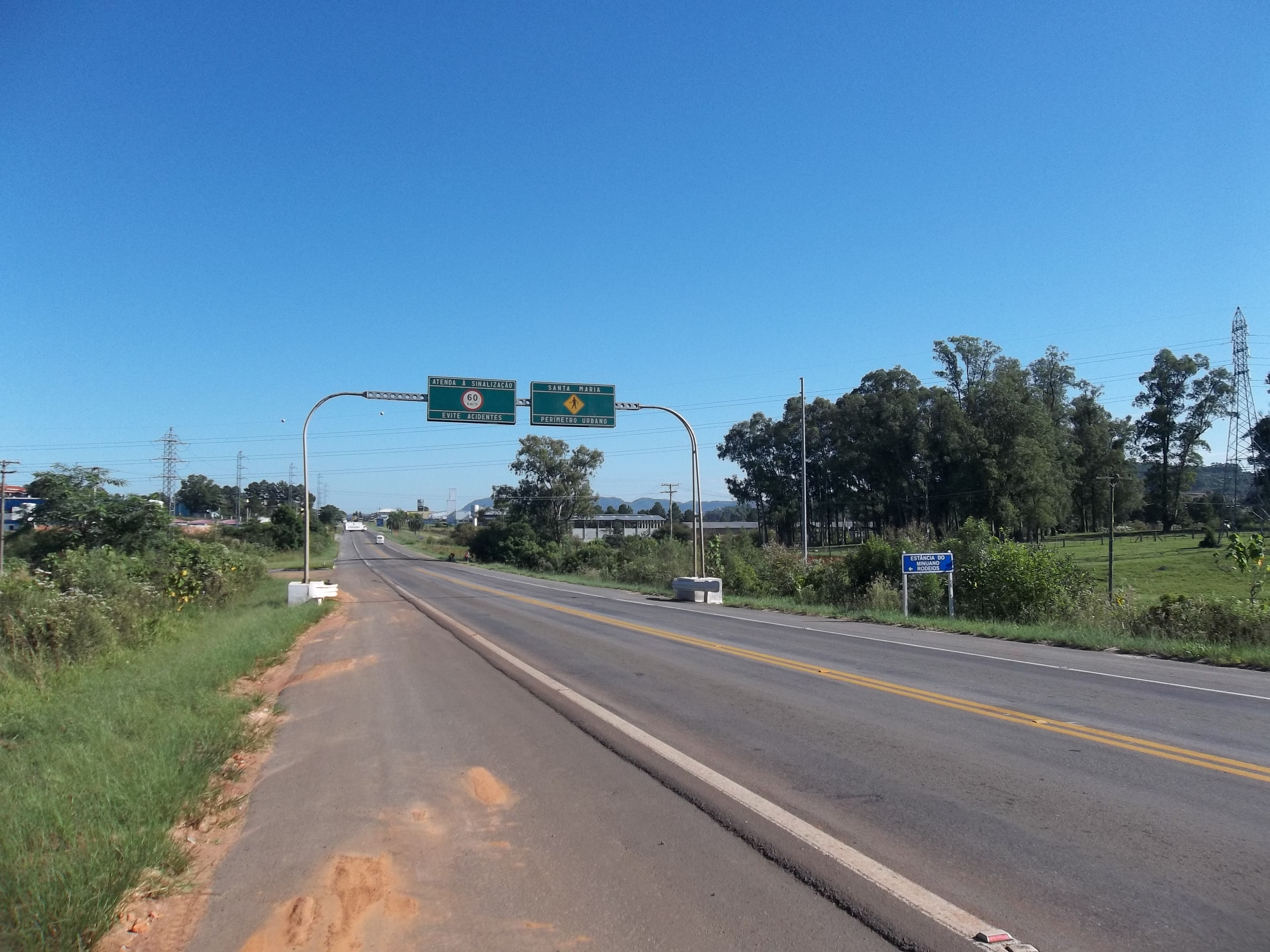
BR-392 en Santa Maria, Rio Grande do Sul
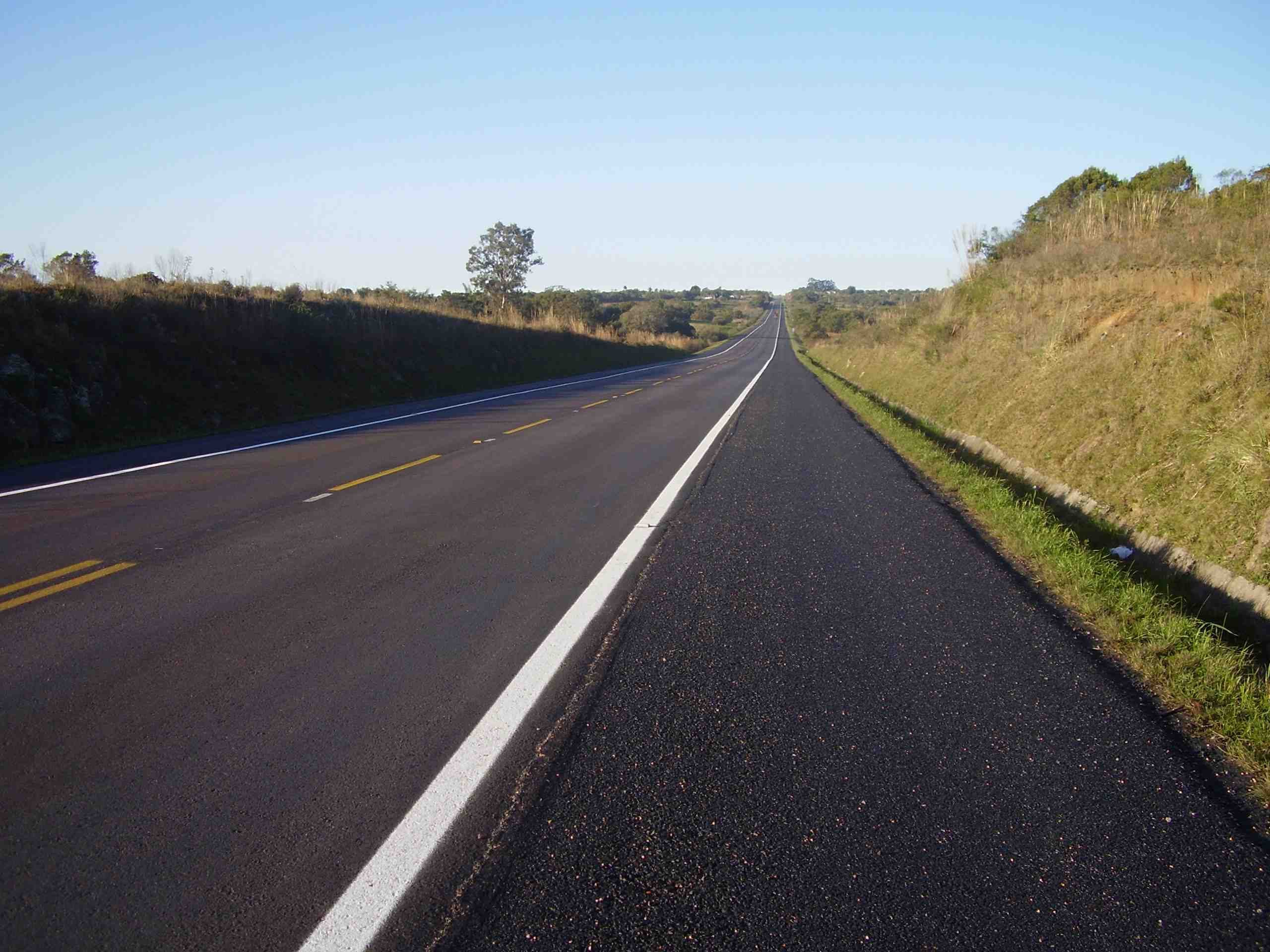
BR-392 en Rio Grande do Sul